# 市原将弘
市原 将弘（いちはら まさひろ、4月19日 - ）は、日本の男性声優。千葉県出身。ぷろだくしょんバオバブ所属。

## 人物
かつてはエーエス企画に所属していた。
特技は占い、古文書を読むこと。趣味はTVゲーム。

## 出演

### テレビアニメ
- エンジェル・ハート（2006年、空港の人々）
- ヤッターマン（2008年、チョコの宮殿従業員）
- ドラえもん（テレビ朝日版第2期）（2009年 - 2018年、こびとロボット、サッカー部員、男性、男子B、実演販売員 他）
- はっけん たいけん だいすき!しまじろう（2009年 - 2010年、お兄さん、ハリネズミ）
- エリアの騎士（2012年、若村茂）
- クレヨンしんちゃん（2017年 - 2024年、ヒデト、ちゃらい男、ゆずっこB、アクション仮面B、会社員C 他）

### 劇場アニメ
- 名探偵コナン 探偵たちの鎮魂歌（2006年、ミラクルランド・エキストラ）
- ももへの手紙（2012年）

### Webアニメ
- トミカ ハイパーブルーポリス（2014年、マモル隊員）

### ゲーム
- ぱすてるチャイムContinue（2005年、相羽カイト）
- イナズマイレブン2 脅威の侵略者（2009年）
- トリックロジック（2010年、報道陣）
- 第3次スーパーロボット大戦Z 時獄篇（2014年）

### ドラマCD
- ルームシェア 素顔のカレ（椿アキオ）

### 吹き替え

#### 映画
- 新・上海グランド（スタッフ2、手下、容疑者 他）

#### ドラマ
- 禁断の関係〜愛と憎しみのブーケ〜
- THE TUDORS〜背徳の王冠〜
- ザ・パシフィック
- 善徳女王（ソクプム〈石品〉）
- CHASE/逃亡者を追え!（マシュー・コルドヴァ）
- ディフェンダーズ 闘う弁護士
- HAWAII FIVE-0（シェーン）
- ブルーブラッド シーズン2
- ミディアム 霊能者アリソン・デュボア
- レスキュー・ミー NYの英雄たち（トニー）

### ラジオドラマ
- VOMIC ǝnígmǝ【エニグマ】（支倉モト）

### CM
- ベイブレードバースト（ナレーション）

### 舞台
- 「KENJI-Five Stories-宮澤賢治の童話」ものがたりグループ✩ポランの会